# Orzovenszky Károly
Orzovenszky Károly (teljes nevén: Orzovenszky Adolf János Károly) (eredetileg Orzovenszki) (Paks, 1815. április 28. – Budapest, 1876. július 12.) sebész, fürdőorvos. 

## Életpályája

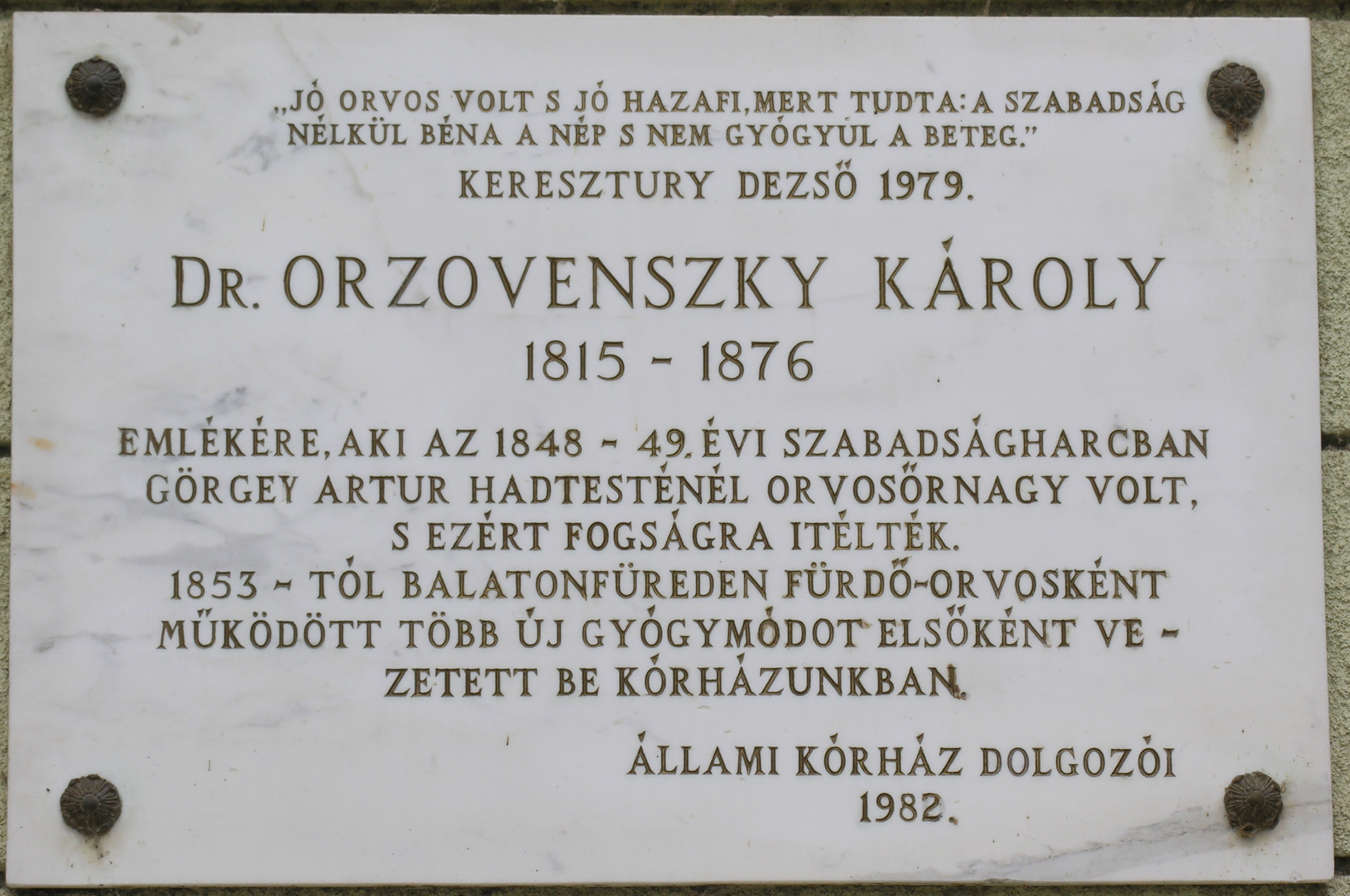
Orzovenszky Károly emléktáblája az Állami Szívkórház falán (Balatonfüred, Gyógy tér 2.)

Apja Orzovenszki Márton, Paks első patikusa, anyja Budai Anna volt. A pesti egyetemen tanult és 1840-ben nyert orvosdoktori oklevelet. 1847-ben feleségül vette Lieder Frigyes festő unokáját, Lieder Friderika hárfást. Két gyermekük született.
Az 1848–49-es forradalom és szabadságharc alatt Görgei Artúr hadtesténél volt orvos-őrnagy, ezért fogságba került, de 1850-ben megkegyelmeztek neki. Ezután gyakorló orvos volt Pesten. 1853-ban a nyári időszakokra Rimely Mihály bencés főapát kinevezte Balatonfüredre rendes fürdőorvosnak. Itt számos új gyógymódot vezetett be, az úgynevezett birkasavó-kúrát tüdőbetegségre, a balatoni iszapot pedig bőrbetegségek és reumatikus fájdalmak kezelésére használta. (Felesége korai halálát tüdőbaj okozta.) A füredi vendéglősökkel egyeztette a menüt az egészségesebb táplálkozás érdekében, a minőséget rendszeresen ellenőrizte. Betegeit arra ösztönözte, hogy gyógyulásuk érdekében tegyenek vízi- és szárazföldi kirándulásokat. Szorgalmazta, hogy a parti nádast kiirtsák és parkokat alakítsanak ki. Az 1855-ben létrejött első fürdőbizottságnak, valamint 1860-tól a füredi színház építészeti bizottmányának is tagja volt.

## Emlékezete: Fiumei úti sírkert: 5.parcella. 7.sor 7.sírhely
Korábban úgy tartották, hogy sírja a balatonarácsi református temetőben áll, de újabb adatok szerint a Fiumei úti sírkertben nyugszik feleségével együtt. Emléktáblája a Szívkórház falán és a Honvédszanatórium előtt található. Utcát is neveztek el róla. 
Azonban társadalmi kezdeményezésre egy méltó síremlék vagy emléktábla állítás szerveződik a hálás utókor által a temetőben. A parcella összes síremléke áldozatul esett az 1950-es évek pusztításainak. A sírhely megtalálásához szükség lenne tologatós kézi talajradarra vagy röptethető talajvizsgáló berendezésre.A sírhelyszámot az eredeti temetési főkönyvből és a parcella főkönyvből kértem ki személyesen, és ezúton is köszönöm az áldozatos segítő szándékukat a temetőirodában dolgozóknak! Mindennemű segítséget jószívvel  megköszönve és tisztelettel: Horváth Viktor kőfaragó-sírköves. Bp.1044, Megyer, Szondi utca 15

## Munkái
- Emetica respectu therapeutico. Dissertatiu inaug. medica. Pestini, 1840.
- Balaton-Füred és gyógyhatása. A helyi viszonyok, a fürdő története, és a gyógyeljárás ismertetése. Pest, 1863. Két rajzzal. (2 kiadás. Pest, 1871. Németül. Pest, 1863. 2. kiadás. Pest, 1866.).

Cikkei a Zeitschrift für Natur- und Heilkundeban (1853. Füred am Plattensee); a Pesti Naplóban (1856. 269. sz. Orvosi jelentés az 1855. évi Balaton-füredi fürdőszakról, 1871. 176. sz. esti k. Balaton-Füred története); az Orvosi Hetilapban (1863. A Balaton tava gyógytani tekintetben).
Társszerkesztője és kiadó-tulajdonosa volt Chyzer Kornéllal  együtt a Fürdői Lapoknak, amelyet a gyógy- és fürdőhelyek, fürdői társasélet és természettudományok köréből a nagy közönség számára Felletár Emil szerkesztett és megjelent hetenként 1868. május 18-tól szeptember 21-ig Pesten.